# 스페인 국왕
스페인 국왕(스페인어: Rey de España 레이 데 에스파냐[*])은 스페인의 헌법기관이자 역사적으로 중요한 직책이다. 스페인 군주제는 스페인의 군주와 그의 가족 그리고 왕실의 임무와 특권을 행사함에 있어 군주를 보필하는 왕실 조직으로 구성된다. 스페인의 현재 국왕은 펠리페 6세다.

## 같이 보기
- 카를로스파